# Дудченки (Белопольский район)
Дудченки (укр. Дудченки) — село,
Вороновский сельский совет,
Белопольский район,
Сумская область,
Украина.
Код КОАТУУ — 5920682202. Население по переписи 2001 года составляло 60 человек .

## Географическое положение
Село Дудченки находится на расстоянии в 2 км от места впадения реки Куяновка и реку Вир.
На расстоянии в 1 км расположены сёла Штановка и Москаленки.
Рядом проходит железная дорога, ближайшие станции Торохтяный и Ульяновка.
В 2-х км проходит автомобильная дорога Т-1918.

## Происхождение названия
Название села произошло от фамилии первых его жителей, что являлось очень распространенным явлением для Сумского уезда. Большинство соседних небольших сел также названы фамилиями первых владельцев (Штановка - Штань, Янченки - Янченко и так далее).

## История
Хутор Дудченки основан сумскими казаками белопольской сотни с фамилией Дудченко не позднее 1732-го года , о чем свидетельствуют казацкие полковые переписи, ревизские сказки и исповедные росписи. Исторические записи (метрические книги и исповедные росписи) до 1800-го года иногда упоминают этот хутор как "хутор Каленниченко" - по отчеству первых жителей-казаков. Метрические книги 1918-го года села Воробьевки всё еще называют село Дудченки хутором, то есть официально селом населённый пункт стал позже.

## Экономика
- Садовый кооператив «Дудченки».